# Échelle de performance
Ne doit pas être confondu avec Autonomie gérontologique groupes iso-ressources.
Une échelle de performance permet d'évaluer en  médecine, en oncologie comme dans d'autres spécialités, l'état de santé général et les activités du quotidien effectuées par des patients atteints de cancer. Cette évaluation peut par exemple déterminer si leur état permet l'administration d'une chimiothérapie, si les doses doivent être ajustées, elle permet également de mesurer l'intensité requise des soins palliatifs. Elle est également employée au cours des essais cliniques des chimiothérapies pour mesurer la qualité de vie.

## Systèmes d'évaluation
Plusieurs systèmes d'évaluation sont disponibles, les plus couramment utilisés étant le score de Karnofsky et le score de Zubrod, particulièrement employé pour les publications de l'OMS. Concernant les enfants, c'est le score de Lansky qui est employé. Le système de l'Eastern Cooperative Oncology Group (ECOG) est également communément utilisé.
D'autres évaluations peuvent être menées en parallèle, notamment selon l'Échelle d'évaluation globale du fonctionnement (EGF, en anglais : Global Assessment of Functioning, GAF), inscrite sur le 5e du Manuel diagnostique et statistique des troubles mentaux (DSM) de psychiatrie.

### Échelle de Karnofsky
L'échelle de Karnofsky court de 100 à 0, où 100 représente la pleine santé et 0 la mort. Les praticiens cotent parfois par intervalles standardisés, de 10 en 10. Cette échelle d'évaluation porte le nom du Dr David A. Karnofsky, qui décrivit cette échelle en 1949 avec le Dr Joseph H. Burchenal. L'objectif initial de son élaboration est de fournir aux thérapeutes une évaluation des capacités de leur patient de survivre à une chimiothérapie anticancéreuse :
| indice | description                                                                               |
| ------ | ----------------------------------------------------------------------------------------- |
| 100    | Normal ; aucune plainte, aucun signe de maladie.                                          |
| 90     | En mesure de poursuivre une activité normale ; signes ou symptômes mineurs de maladie.    |
| 80     | Activité normale, avec un effort ; quelques signes ou symptômes de maladie.               |
| 70     | Autonome ; incapable de poursuivre une activité normale ou de travailler de façon active. |
| 60     | Nécessité occasionnelle d'assistance mais capacité de pourvoir à ses besoins essentiels.  |
| 50     | Nécessité d'aide considérable à la personne, soins médicaux fréquents.                    |
| 40     | Invalide ; nécessité de soins et d'assistance spécifiques.                                |
| 30     | Complètement invalide ; indication d'hospitalisation, pas de risque imminent de décès.    |
| 20     | Très malade ; hospitalisation nécessaire, traitement actif ou de support nécessaire.      |
| 10     | Moribond ; issue fatale proche.                                                           |
| 0      | Décédé.                                                                                   |

### Échelle de Zubrod ECOG/OMS
L'échelle de l'Eastern Cooperative Oncology Group (ECOG), publiée par Oken et al. en 1982), également appelée « échelle (ou performance status) de l'OMS » ou « échelle de Zubrod », d'après  C. Gordon Zubrod, s'étend sur six valeurs, de 0 à 5, où 0 représente un bon état de santé et 5 le décès : son avantage sur l'échelle de Karnofsky réside dans sa simplicité.
| indice | description |
| ------ | --- |
| 0      | Asymptomatique (activité normale : aucune restriction à poursuivre les activités précédant l'affection).                                                                                 |
| 1      | Symptomatique (gêné pour les activités physiques soutenues mais capable de se déplacer seul et d'assurer un travail léger ou sédentaire, par exemple un travail de bureau ou le ménage). |
| 2      | Symptomatique, alité moins de 50 % de la journée (capable de se déplacer seul et de s'occuper de soi-même mais incapable de produire un travail léger).                                  |
| 3      | Symptomatique, alité plus de 50 % de la journée, sans y être confiné (capable de prendre soin de soi-même de manière limitée, alité ou confiné au fauteuil plus de 50 % de la journée).  |
| 4      | Confiné au lit (totalement dépendant, incapable de prendre soin de soi-même, confiné au lit ou au fauteuil).                                                                             |
| 5      | Mort. |

### Score de Lansky
Concernant les enfants, qui peuvent éprouver des difficultés à exprimer leur qualité de vie, un système d'évaluation plus observationnelle est proposé par Lansky et al., validé en 1987 :
| indice | description |
| ------ | --- |
| 100    | Pleinement actif, normal. |
| 90     | Restrictions mineures aux activités physiques et au jeu.                                                                                             |
| 80     | Actif mais plus rapidement fatigable qu'avant l'affection.                                                                                           |
| 70     | Restrictions importantes aux activités et au temps passé à jouer.                                                                                    |
| 60     | Activités physiques et de jeu minimales ; l'enfant se consacre à des activités plus calmes.                                                          |
| 50     | S'habille mais traîne et s'étend souvent sur un lit ou un fauteuil ; pas de jeu actif mais capable de participer à des jeux ou des activités calmes. |
| 40     | Le plus souvent alité ; peut participer à des activités calmes.                                                                                      |
| 30     | Alité ; besoin d'aide, y compris pour des activités calmes.                                                                                          |
| 20     | Dort souvent ; jeu totalement limité à des activités passives.                                                                                       |
| 10     | Ne joue pas ; ne quitte pas le lit. |
| 0      | Absence de réaction. |

## Comparaison
Une équivalence entre les index de Zubrod et de Karnofsky, particulièrement efficace chez les sujets en bonne santé, a été validée à une large échelle pour les patients atteints de cancer du poumon :
- Zubrod 0-1 correspond à Karnofsky 80-100
- Zubrod 2 correspond à Karnofsky 60-70
- Zubrod 3-4 correspond à Karnofsky 10-50